# Relaxina
La relaxina es una hormona peptídica que fue descrita por primera vez en 1926 por Frederick Hisaw.
La familia de péptidos relaxinal pertenece a la superfamilia de la insulina y está compuesta por 7 péptidos de alta similitud estructural pero de baja similitud en la secuencia: relaxina-1 (RNL1), relaxina-2 (RNL2) y relaxina-3 (RNL3), y los péptidos insulinales (INSL), INSL3, INSL4, INSL5 y INSL6. Las funciones de la relaxina-3, INSL4, INSL5, INSL6 permanecen sin caracterizar.

## Síntesis
En las hembras, estas hormonas se producen en el cuerpo lúteo del ovario, la mama y, durante el embarazo, también en la placenta, corion, y decidua. 
En los machos se produce en la próstata y está presente en el semen humano.

## Estructura
Estructuralmente, la relaxina es un heterodímero formado por dos cadenas peptídicas de 24 y 29 aminoácidos que están enlazadas por puente disulfuro y que parece estar relacionada con la insulina. 
La relaxina se produce a partir de su prohormona, la “pro-relaxina”, por separación de una cadena polipeptídica adicional.

## Función

### En humanos
La relaxina se produce principalmente en el cuerpo lúteo, tanto en mujeres embarazadas como no-embarazadas, alcanza un pico aproximadamente a los 14 días de la ovulación y luego declina en ausencia de embarazo dando como resultado la menstruación. Durante el primer trimestre del embarazo, los niveles aumentan y se sintetiza relaxina adicional producida por la decidua.
El papel o la necesidad de la relaxina en el embarazo humano permanece bajo investigación, se asocia con la síntesis y liberación de metaloproteasas y alcanza en humanos su pico de concentración durante las 14 semanas del primer trimestre y en el parto. Se cree que suaviza la sínfisis púbica.
La relaxina inhibe las contracciones espontáneas de la musculatura uterina y facilita el parto, al soltar los ligamentos de la sínfisis pubiana y ablandar el cuello uterino, dado que sus efectos cuentan la estimulación de la formación de colagenasa y la inhibición de la producción de colágeno.
También hay una producción local en el útero de cantidades menores de relaxina, y existen evidencias en favor de que el ablandamiento del cuello uterino cerca de la fecha del parto se debe a un efecto local paracrino de la relaxina.
En los hombres, mejora la motilidad del esperma en el semen y facilita la penetración de los espermatozoides en los ovocitos.

### En animales no-humanos
En animales, la relaxina ensancha el hueso púbico y facilita el parto. También suaviza la cérvix (maduración cervical), y relaja la musculatura uterina. Entonces, durante un largo tiempo, la relaxina fue considerada como una hormona del embarazo. Sin embargo, su significancia puede llegar a ser muy importante. La relaxina afecta el metabolismo del colágeno, inhibiendo la síntesis de colágeno y aumentando su degradación mediante el incremento de las metaloproteinas matrices.  También mejora la angiogénesis y es un potente vasodilatador renal.

## Receptores
La relaxina interactúa con el receptor de la relaxina LGR7 (RXFP1) y LGR8 (RXFP2) que pertenecen a la  superfamilia del receptor acoplado a proteínas-G. Contienen un dominio de transmembrana heptahelicoidal, una heptahélice  y un gran ectodominio glicosilado, relacionado remotamente con los receptores para las glicoproteohormonas, como el receptor LH o el receptor FSH. 
Los receptores de la relaxina han sido encontrados en el corazón, músculo liso, tejido conectivo, y sistema nervioso central.

## Desórdenes
No se han descrito desórdenes específicos relacionados con la relaxina, pero se ha sugerido que podría estar relacionada con la esclerodermia y la fibromialgia, y más recientemente se estudia su uso como posible tratamiento antifibrótico en pacientes con fibrosis pulmonar idiopática.